# Partit Nacionalsocialista Alemany dels Treballadors
El Partit Nacionalsocialista Alemany dels Treballadors (alemany: Nationalsozialistische Deutsche Arbeiterpartei, abreujat NSDAP), comunament conegut com a Partit Nazi, va ser un partit polític alemany que va actuar entre el 1919 i el 1945. Era conegut com el Partit Obrer Alemany (DAP) abans d'un canvi de nom el 1920. El mot nazi és una reducció de Nationalsozialist, per analogia amb el mot alemany sozi per socialista.
El darrer líder del partit, Adolf Hitler, va ser nomenat Canceller d'Alemanya pel president Paul von Hindenburg el 1933. Hitler va establir ràpidament un règim totalitari conegut com el Tercer Reich.
La ideologia nazi va subratllar el fracàs del Laissez faire del capitalisme, el comunisme, el liberalisme econòmic i la democràcia; advocar a favor del Cristianisme Positiu, i fonamentar-se en les idees de Lebensraum (espai de vida) i de puresa racial del poble alemany i la d'altres països del nord-oest d'Europa. S'afirmà com el protector de la nació contra els jueus, la influència i la corrupció. Els nazis van perseguir els que consideraven enemics de la raça o lebensunwertes Leben, traduït com vida no mereixedora de vida. Això inclou jueus, els eslaus, els gitanos, i els mestissos, juntament amb els comunistes, homosexuals, discapacitats físics i mentals, francmaçons i altres. La persecució va arribar al seu clímax quan el partit que controlava l'estat alemany va organitzar l'assassinat sistemàtic d'uns sis milions de jueus i de persones dels altres grups especificats, el que es coneix com l'Holocaust. La política expansionista de Hitler, en aplicació del principi nazi del Lebensraum del poble germànic conduí a l'esclat de la Segona Guerra Mundial.

## Història

### Inicis i prohibició 1923

Amb Hitler l'esvàstica esdevingué l'emblema del nacionalsocialisme i la bandera nacional de l'Imperi Alemany (Deutsche Reich) (1933/1935–1945)

L'NSDAP sorgí del Partit Alemany dels Treballadors, en alemany Deutsche Arbeiterpartei (DAP) arran del seu canvi de nom el 24 de febrer del 1920. La fundació del partit es dugué a terme al biergarten muniquès del Hofbräuhaus. En aquell dia el partit publicà el seu programa de 25 punts (25-Punkte-Programm). Els principals punts eren l'aixecament del Tractat de Versalles, retirada de la nacionalitat alemanya dels ciutadans jueus i reforçament del sentiment de societat (Stärkung der Volksgemeinschaft). Fins a l'any 1923 guanyà adeptes sobretot en l'estat de Baviera i el 9 de novembre del 1923 dugué a terme el cop d'estat de Hitler. El motiu d'aquest fou la hiperinflació alemanya, la mala situació econòmica en general del país i l'ocupació del Ruhr pels exèrcits francès i belga.
Després del fracàs del cop d'estat, el partit fou prohibit, es confiscaren totes les seves pertinences, l'oficina a Múnic es tancà, i Hitler, de nacionalitat austríaca, fou empresonat. Això va fer que l'NSDAP s'ajuntés amb un altre partit, el Deutschvölkische Freiheitspartei per a poder presentar-se a les eleccions al Reichstag del 1924.

## L'NSDAP al poder des del 1933

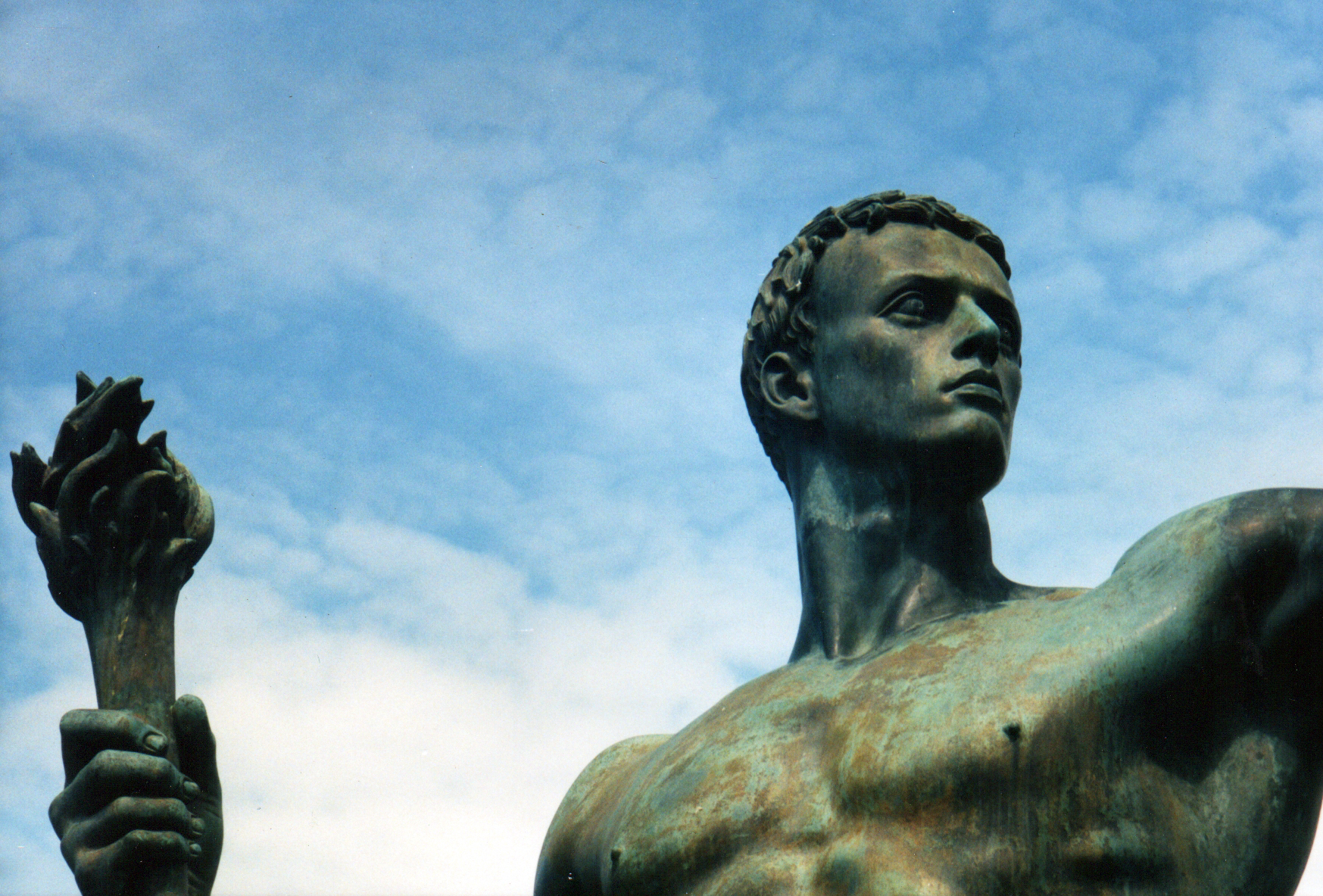
El Partit. escultura al·legòrica d'Arno Breker.

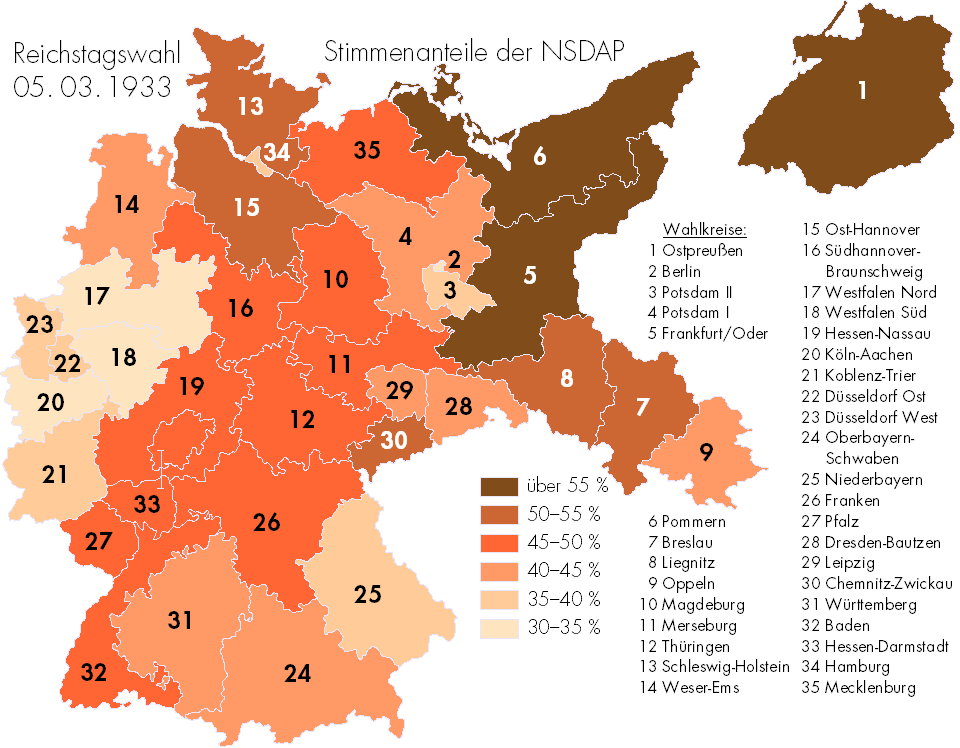
L'NSDAP tenia força en especial a Ostelbien i les regions evangèliques. (esquema en alemany)

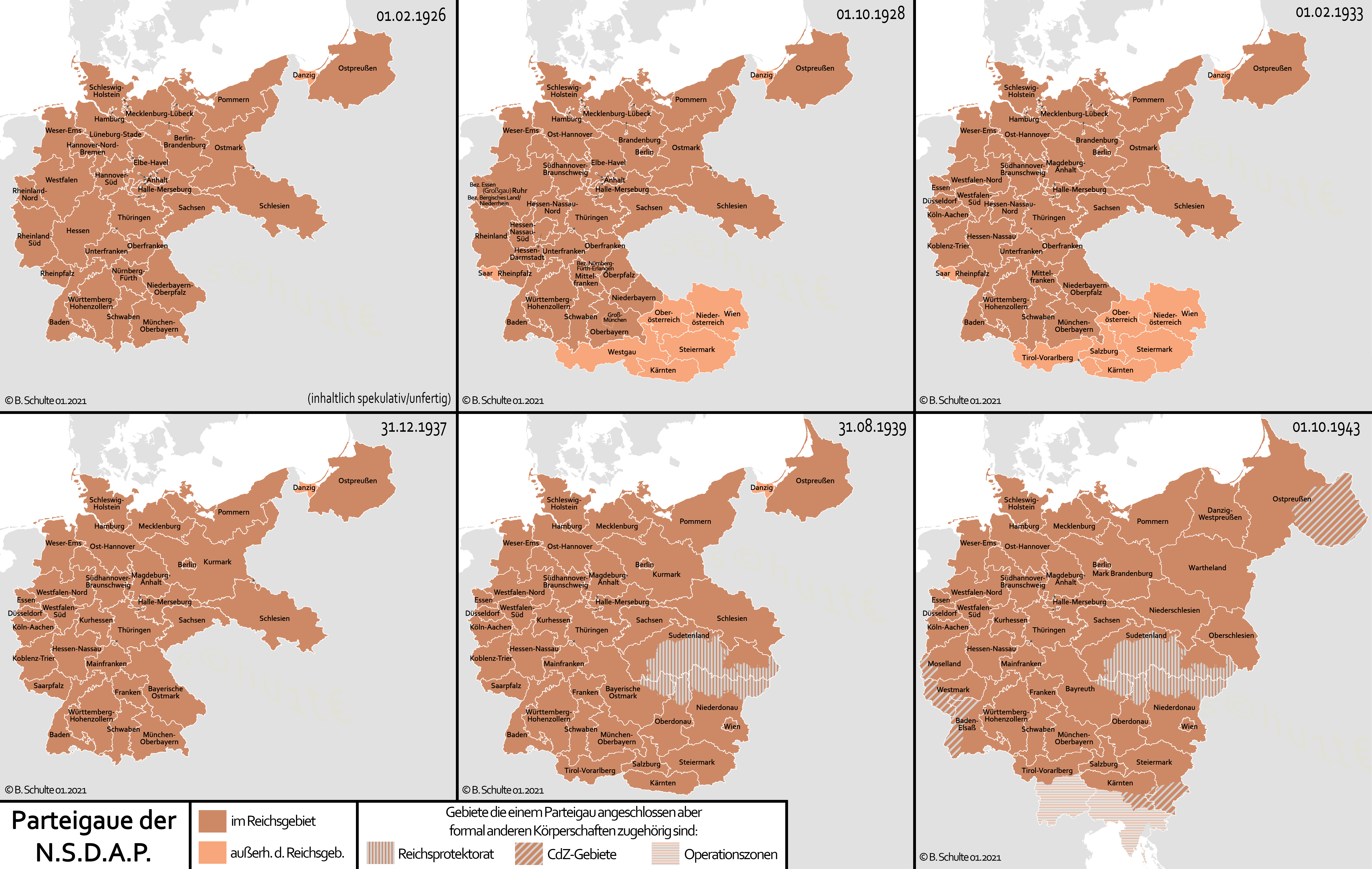
NSDAP Gaue 1926,1928,1933 & 1937

Després del cop d'estat fracassat a Baviera, els nazis continuaren participant en les eleccions restants dels anys vint. A l'inici de la dècada dels 1930, impulsats pels problemes econòmics deguts a la incipient Gran Depressió, van incrementar els seus vots considerablement i convertir-se en el segon partit al Reichstag, una posició que van continuar millorant als anys següents. En les eleccions parlamentàries de juliol de 1932, tot i l'amenaça de proscripció de les Sturmabteilung (SA), l'exèrcit privat del partit, el 1932 els nazis van aconseguir un total de 13,57 milions de vots, i es convertiren en el grup més gran al parlament. No obstant això, aquesta victòria va ser insuficient perquè Hitler accedís a la cancelleria. Després de forjar una aliança amb el Centre Catòlic i els Nacionalistes al parlament, i en vista que els nazis havien guanyat 22 processos electorals, Hitler va ser nomenat canceller pel president Paul von Hindenburg el 30 de gener de 1933.
Immediatament es van realitzar noves eleccions parlamentàries, i els nazis i els seus aliats van aconseguir la majoria de la que es van servir per aprovar la Llei de Capacitació de 1933, destinada a posar el poder absolut a les mans de Hitler. Després de l'abolició de tots els altres partits (5 de juliol de 1933) i la prohibició de formar-ne de nous (14 de juliol de 1933), els nacionalsocialistes es converteixen en partit únic. Això era part de la Gleichschaltung, literalment 'sincronització', terme usat per descriure el procés mitjançant el qual el règim nazi va establir successivament un sistema de control totalitari sobre l'individu. Nomenar les SA com braç armat del règim i les Schutzstaffel (SS) com un organisme auxiliar de les SA, a més de crear la Policia Secreta de l'Estat, la Geheime Staats Polizei, amb les sigles Gestapo). L'himne del Partit Nazi era el Horst Wessel Lied, una cançó dedicada a un dels màrtirs inicials del moviment, Horst Wessel, mort durant les habituals aldarulls de carrer amb oponents polítics. Cada membre del partit en ingressar rebia una constància per escrit que durava sis mesos, renovable per sis mesos més. A l'any rebia un cartró on es deixava constar que la persona era militant actiu i tenia un espai per enganxar les dotze estampilles corresponents a la mensualitat, ja que el partit era finançat pels seus propis membres. Als dos anys rebia un carnet de membre vermell on constaven les dades i fotos del militant, les seves aportacions polítiques i financeres, així com els seus deures i drets com a membre del partit.

## Suport de l'economia i la indústria
Durant la fi de la república de Weimer, només en casos escassos els grans empresaris recolzaren el finançament de l'NSDAP. Això però canvià de forma radical a partir del 1933. Grans empresaris com Fritz Thyssen i Albert Vögler varen sotasignar una llista d'importants empresaris en contra de Hitler el novembre del 1932. Tot i així, aquests mateixos varen acabar donant suport al partit Nazi, que s'havia gastat molts diners en campanyes propagandístiques. Emil Kirdorf, un dels empresaris més importants de la regió del Ruhr, també el recolzà. Les donacions de la indústria s'acabaren institucionalitzant en la donació-Adolf-Hitler de l'economia alemanya i en poc temps s'acabaren convertint en una mena d'impost revolucionari obligatori. En bescanvi del seu suport financer, aquests empresaris obtingueren diversos avantatges. Per a poder fer realitat el pla de Hitler de recrear la indústria militar - prohibida pel tractat de Versalles — i tornar a fer de la Wehrmacht un 'exèrcit operatiu, i també d'adaptar les altres. Per damunt de tot, multinacionals com IG Farben eren necessàries per a la producció de benzina o de materials sintètics, com per exemple la buma, per poder substituir, en cas de boicot econòmic, el cautxú provinent de les colònies britàniques o franceses. D'aquesta manera els industrials tenien una influència determinant sobre Hitler, donat que ell depenia del suport financer dels industrials, a més del fet que necessitava els productes de les mateixes empreses per tal de tirar endavant la seva política tal com l'havia planejat. Per l'altra banda però, donat que els objectius d'incrementar la productivitat (implícit en la indústria) no estaven molt allunyats dels objectius de Hitler (carrera armamentística per a preparar-se per a la guerra), la cooperació entre ambdues parts no dugué a gaires discussions o polèmiques. També a Àustria aleshores anomenada Ostmark o marca oriental es fundà l'NSDAP. Així va crear-se el 1937, una ciutat nova, Kraft durch Freude-Stadt, després de la guerra reanomenat Wolfsburg i una fàbrica, teòricament per a construir el Volkswagen, o el cotxe per a tots, que de fet només era un camuflatge d'una fàbrica de material militar lleuger. Un altre exemple n'era el centre de vacances per a tots Prora a Binz d'una capacitat 20.000 estivejants, concebut de manera a poder transformar-lo ràpidament en hospital militar.

### Administració de l'Estat i supressió de la separació dels poders
Després de l'assassinat dels capitosts de la SA, per tal d'evitar el suposat cop d'estat d'Ernst Röhm, Hitler ja no tenia més enemics o oponents a tenir en compte dins del mateix partit. Així el principi de poder basat en la figura del líder ("Führer") va prevaldre fins a la fi de la Segona Guerra Mundial. Per la llei sobre «l'estabilització de la unitat del Partit i de l'Estat» del desembre 1933, aboleix la separació de poders. L'NSDAP hi proclamà que «el partit està lligat de manera insoluble amb l'Estat» i «la biga mestra del pensament polític alemany» De fet i de iure es carregà d'omplir tots els càrrecs-clau en la gestió de la cosa pública. La mateixa llei estipula que per tal de garantir una màxima col·laboració entre el partit i el govern, el vicepresident del partit i el cap de la SA són ex officio membres del govern. La llei també criminalitza tot acte o omissió que pogués danyar l'activitat, l'organització o el renom del partit. Després de la mort de Hindenburg, darrer càrrec no controlat pels nazis, van fusionar per llei el càrrec de president i de canceller en la sola persona de Hitler. Aquesta concentració de poder va ser aprovada per 89,83% dels alemanys al Referèndum sobre el cap d'estat del Reich l'agost del 1934.
Dins del govern, l'NSDAP s'encarregava principalment de tasques d'organització i administració relacionades amb sectors que considerava com crucials: la defensa aèria, l'evacuació de les ciutats, l'organització de camps de concentració i d'exterminació, de treballs forçosos, l'educació, la premsa i la propaganda, i recrutament per a les joventuts hitlerianes. Les altres tasques quedaven per la major part a les mans de l'administració tradicional.
Durant la Segona Guerra Mundial només l'NSDAP podia decidir qui es podia lliurar del servei militar i no havia d'anar al front de guerra. Generalment, aquests estatus només se'l concedia als funcionaris del partit Nazi. La cobdícia dels nazis que ocupaven llocs importants dins del partit, a més de la seva incompetència i corrupció, a poc a poc van empitjorar la imatge de l'NSDAP en la societat tan aviat com a principi de la guerra.

### Finançament exterior
El Banc Harriman va ser la connexió principal de Wall Street amb companyies nazis i amb els interessos del metal·lurgista Fritz Thyssen als Estats Units, qui va ser un dels principals financers primerencs del partit nazi fins a 1938. Totes les transaccions van ser aprovades pel departament del Tresor dels Estats Units. Una vegada declarada la guerra el 1941, el president Roosevelt va signar la Llei de Comerç amb l'enemic (Trading With the Enemy Act). Va durar fins al 20 d'octubre de 1942, que el Govern nord-americà va ordenar la confiscació de tots els actius nazis al país. Prescott Bush, pare i avi dels expresidents George H. W. Bush i George W. Bush, així com el seu sogre Samuel Walker, va ser condemnat en virtut d'aquesta llei, per suport obert i actiu al partit nazi.

## Presidents
En tota la història del partit van ser tres les persones les que van ostentar el càrrec de president de l'NSDAP, en el primer lloc trobem Anton Drexler, un dels membres fundadors que sota pressió de Hitler va abandonar el partit i anys més tard (1933) va reincorporar-se amb un títol honorífic. Hitler fou el que portaria la camarilla al poder a Alemanya i amb el temps es convertiria en un règim totalitari, amb la mort d'aquest el 1945 el seu secretari personal, el Martin Bormann el va succeir i va ocupar aquest càrrec durant el curt espai de tres dies fins a la seva mort.
- Anton Drexler (24 de febrer de 1920 – 29 de juliol de 1921) després president honorari
- Adolf Hitler (29 de juliol de 1921 – 30 d'abril de 1945)
- Martin Bormann (30 d'abril – 2 de maig de 1945)

## Estructura de l'NSDAP

### Estructura de comandament

#### El Líder
Al capdavant del partit nazi hi havia el president del partit, el führer, que tenia el poder absolut i ple domini sobre el partit. Totes les oficines estaven subordinats al seu càrrec i depenien de les seves instruccions. El 1934, Hitler va fundar un organisme independent per al president, la Cancelleria del Führer, amb les seves pròpies subunitats.
Per sota de la Cancelleria del Führer hi havia el personal del Vice-Führer, dirigit per Rudolf Hess a partir del 21 d'abril 21 del 1933 a 10 de maig de 1941 i després la "Cancelleria del partit" (Parteikanzlei), encapçalada per Martin Bormann.

#### Reichsleiters
Directament sotmesos al Führer hi havia els Reichsleiters o directors nacionals del partit, el nombre dels quals va augmentar gradualment fins als divuit. Tenien influència comparable als Ministres del Reich (gabinet de Hitler). Els divuit Reichsleiters van formar la Direcció del Reich del Partit Nazi (Reichsleitung der NSDAP), que es va establir en l'anomenada Casa Brown, a Múnic. A diferència dels Gauleiters, els Reichsleiters no tenien àrees geogràfiques individuals sota el seu comandament, però van ser els responsables de les esferes específiques de competència.

#### Lideratge polític
El cos de direcció política del partit eren aquelles persones que s'associaven sovint com nazis en el sentit estereotipat de la paraula, ja que van ser aquestes persones que es posarien l'uniforme marró paramilitar nazi, fent complir la doctrina nazi, i van controlar els assumptes dels governs locals, d'acord amb les instruccions del partit nazi.
El lideratge polític va abastar una àmplia gamma de títols paramilitars a la part superior dels quals eren els Gauleiters, que van ser els líders del partit de les grans àrees geogràfiques. A partir dels Gauleiters cap avall a través de les posicions nazis abastaven per ordre comtats, ciutats, i viles, tots els quals eren inqüestionables governants en les seves àrees i regions.
Per al final de la seva existència, el partit va reclamar el respecte al govern tradicional d'Alemanya i, amb aquest fi, els governs locals i estatals els se'ls estava premés certa autonomia, de costat a costat amb les organitzacions regionals dirigides pels nazis. No obstant això, el 1936, els governs locals havien perdut gairebé tot el poder a favor dels seus homòlegs nazis. Això va portar a la consolidació de títols alemanys com burgmestre, així com l'existència de les legislatures estatals alemanyes (Landesrat), però sense cap poder real.

#### Militància en el partit nazi
En general els membres del partit nazi eren coneguts pel títol de Parteimitglied. Aquest terme genèric que s'aplicà a qualsevol membre del partit que no tenia cap posició dirigent. Traduït simplement com "membre del partit", el Parteimitglied podia (o no) ocupar càrrecs en altres grups nazis, com les SS o Sturmabteilung. L'única insígnia per al parteimitglied era un pin de solapa del Partit Nazi. No hi havia cap uniforme dissenyat per als membres que no tenien una funció dirigent. Aquestes persones, però, sovint portaven uniformes d'altres grups nazis, els uniformes de les agències de govern alemany, i també podien fer servir el de les forces armades alemanyes.

#### Organitzacions
El partit estava dividit en les següents organitzacions:
- Bund Deutscher Mädel (BDM) (unió de noies alemanyes)
- Hitler-Jugend (HJ) (joventuts hitlerianes)
- NS-Deutscher Dozentenbund (NSDD), assosciació dels docents nacionalsocialistes, a partir del juliol del 1944)
- NS-Deutscher Studentenbund (NSDStB) (lliga d'estudiants del partit Nazi)
- NS-Frauenschaft (NSF) (unió de dones)
- Nationalsozialistisches Kraftfahrerkorps (NSKK) (cos de conductors)
- Nationalsozialistisches Fliegerkorps (NSFK)
- NSDAP/AO - Auslandsorganisation (organització de l'NSDAP a l'estranger)
- Schutzstaffel (SS)
- Sturmabteilung (SA)

Algunes organitzacions tenien una personalitat jurídica per si mateixes i posseïen un patrimoni propi. Aquestes també estaven associades al partit, per exemple:
- Reichsbund der Deutschen Beamten (unió de funcionaris alemanys del Reich)
- Deutsche Arbeitsfront (DAF) (front alemany de treballadors)
- NS-Deutscher Ärztebund (NSDÄB) (unió alemanya de metges del partit Nazi)
- Nationalsozialistischer Rechtswahrerbund (NSRB) (unió de juristes)
- NS-Kriegsopferversorgung (NSKOV)
- Nationalsozialistischer Lehrerbund (NSLB) (unió de professors)
- Nationalsozialistische Volkswohlfahrt (NSV) (Beneficència popular)
- Reichsarbeitsdienst (RAD)

### Graus en la jerarquia de l'NSDAP
Títols originals en alemany i traducció.

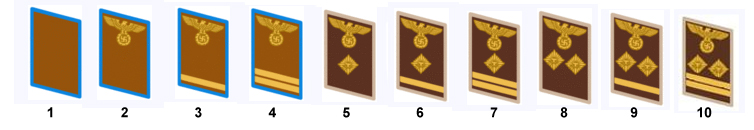
1. Anwärter (candidat membre encara no membre), 2. Anwärter (candidat), 3. Helfer (ajudant) 4. Oberhelfer (ajudant superior), 5. Arbeitsleiter (dirigent d'obra), 6. Oberarbeitsleiter (dirigent d'obra superior), 7. Hauptarbeitsleiter (dirigent d'obra en cap), 8. Bereitschaftsleiter (cap de guàrdia), 9. Oberbereitschaftsleiter (cap de guàrdia superior), 10. Hauptbereitschaftsleiter (cap de guàrdia en cap

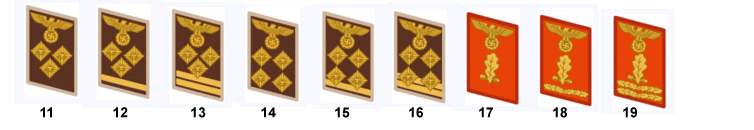
11. Einsatzleiter (dirigent d'operacions), 12. Obereinsatzleiter (dirigent d'operacions superior), 13. Haupteinsatzleiter (dirigent d'operacions en cap), 14. Gemeinschaftsleiter (dirigent de companyia), 15. Obergemeinschaftsleiter (dirigent de companyia superior), 16.Hauptgemeinschaftsleiter (dirigent de companyia en cap), 17. Abschnittsleiter (dirigent de departament), 18. Oberabschnittsleiter (dirigent de departament superior), 19. Hauptabschnittsleiter (dirigent de departament en cap)

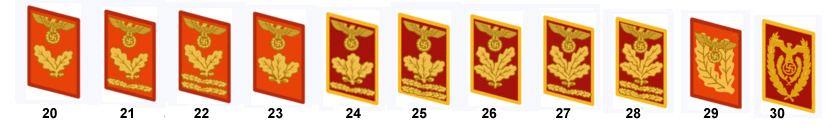
20. Bereichsleiter (dirigent de sector), 21. Oberbereichsleiter (dirigent de sector superior), 22. Hauptbereichsleiter (dirigent de sector en cap), 23. Dienstleiter (cap de servei), 24. Oberdienstleiter (cap de servei superior), 25. Hauptdienstleiter (cap de servei en cap), 26. Befehlsleiter (dirigent de comandament), 27. Oberbefehlsleiter (dirigent de comandament superior), 28 Hauptbefehlsleiter (dirigent de comandament en cap), 29. Gauleiter, 30. Reichsleiter

## Afiliació

### Afiliació general
Els membres del partit eixien principalment de les classes mitjanes i baixes urbanes i rurals. El 7% pertanyien a la classe alta, un altre 7% eren camperols, el 35% eren treballadors de la indústria i el 51% es pot descriure com classe mitjana. A principis de 1933, just abans del nomenament de Hitler a la cancelleria, el partit va mostrar una manca de representació de treballadors, que representava el 29,7% dels membres, però el 46,3% de la població. El 1928 hi havia 1378 seccions locals del partit, el 1932, el nombre havia augmentat a 11.845, el que reflecteix el creixement del partit en aquest període.
Quan va arribar al poder el 1933, el partit hi havia més de dos milions de membres. Un cop al poder, va atreure molts més membres fins a la seva dissolució quan havia 8.500.000 afiliats. Molts d'ells eren membres nominals afilats per raons arribistes, però el partit va tenir una participació activa per part d'un milió d'aquests, incloent gairebé tots els titulars d'alts càrrecs en el govern.

### Estudiants membres
El 1926, el NSDAP va formar una divisió especial per a implicar la població estudiantil, conegut com la Lliga Nacional d'Estudiants Alemanys (NSDStB). Un grup de professors universitaris, de la Lliga Nacionalsocialista Alemany dels Professors Universitaris (NSDDB) va existir fins al juliol de 1944.

### Membres fora d'Alemanya
Els membres del partit que vivien fora d'Alemanya es van reunir al NSDAP Auslands-Organització (NSDAP/AO), organització de l'estranger. L'organització es limitava als anomenats reichsdeutsche (alemanys del Reich), i els considerats com a Volksdeutsche (alemanys ètnics) que no tenien la ciutadania alemanya, com per exempla a Alàcia, Eupen-Malmedy ecc.

## Membres destacats

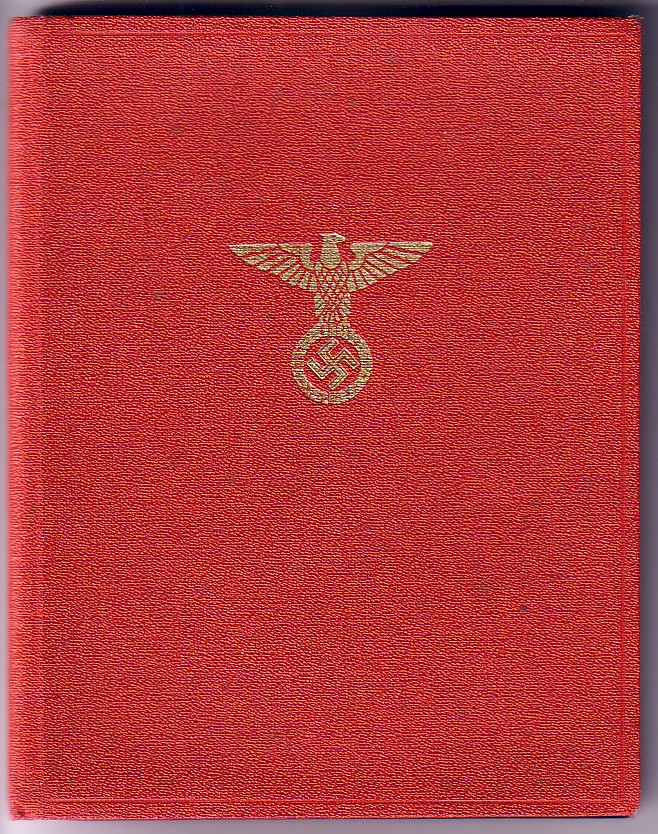
Llibre del partit (Parteibuch) NSDAP del 1939

- Adolf Hitler (1889–1945): des del 1921 president de l'NSDAP, des del 1933 Reichskanzler i des del 1934 "Führer" i "Reichskanzler"
- Heinrich Himmler (1900–1945): Reichsführer de la SS a partir del 1929
- Joseph Goebbels (1897–1945): des del 1933 Ministre del Reich per la informació de la població i la propaganda", l'abril i maig del 1945 fou el "Reichskanzler" per dos dies.
- Rudolf Hess (1894–1987): del 1933 fins al 1941 representant del "Führer" (en el partit)
- Hermann Göring (1893–1946: ministre-president i ministre d'afers interns prussians, de l'aviació, de caça i dels boscs, mariscal del Reich
- Joachim von Ribbentrop (1893–1946): del 1938 fins al 1945 ministre d'afers exteriors
- Martin Bormann (1900–1945): Cap de la cancilleria del partit amb el poder d'un ministre
- Wilhelm Frick (1877–1946): ministre d'afers interns
- Baldur von Schirach (1907–1974): Cap de les organitzacions de la joventut
- Hans Frank (1900–1946):a partir de l'octubre del 1939 cap del Generalgouvernement
- Ernst Röhm (1887–1934): cap de la SA, assassinat a la nit dels ganivets llargs
- Albert Forster: Gauleiter i representant del Reich a Danzig
- Reinhard Heydrich: Viceprotector del Protectorat de Bohèmia i Moràvia
- Adolf Eichmann, Cap del servei de l'emigràcio i evacuació, responsable de la deportació i l'assassinat de 4,5 milions de jueus
- Albert Speer, ministre del Reich, arquitecte
- Alfred Rosenberg, encarregat del Führer, per a la inspecció de la formació i educació espiritual i ideològica dels membres del partit
- Baró Ernst von Weizsäcker, Secretari d'estat al ministeri d'afers exteriors sota la direcció de Joachim von Ribbentrop, membre de la SS, pare del futur president d'Alemanya Richard i de Carl Friedrich
- Walter Schultze, Metge, SS i cap dels professors del reich
- Edmund Veesenmayer, ministre plenipotenciari per a Hongria
- Hans Hellermann, líder del partit a Catalunya i, posteriorment, a Espanya des de 1934 fins al començament de la guerra mundial.

## Administració regional

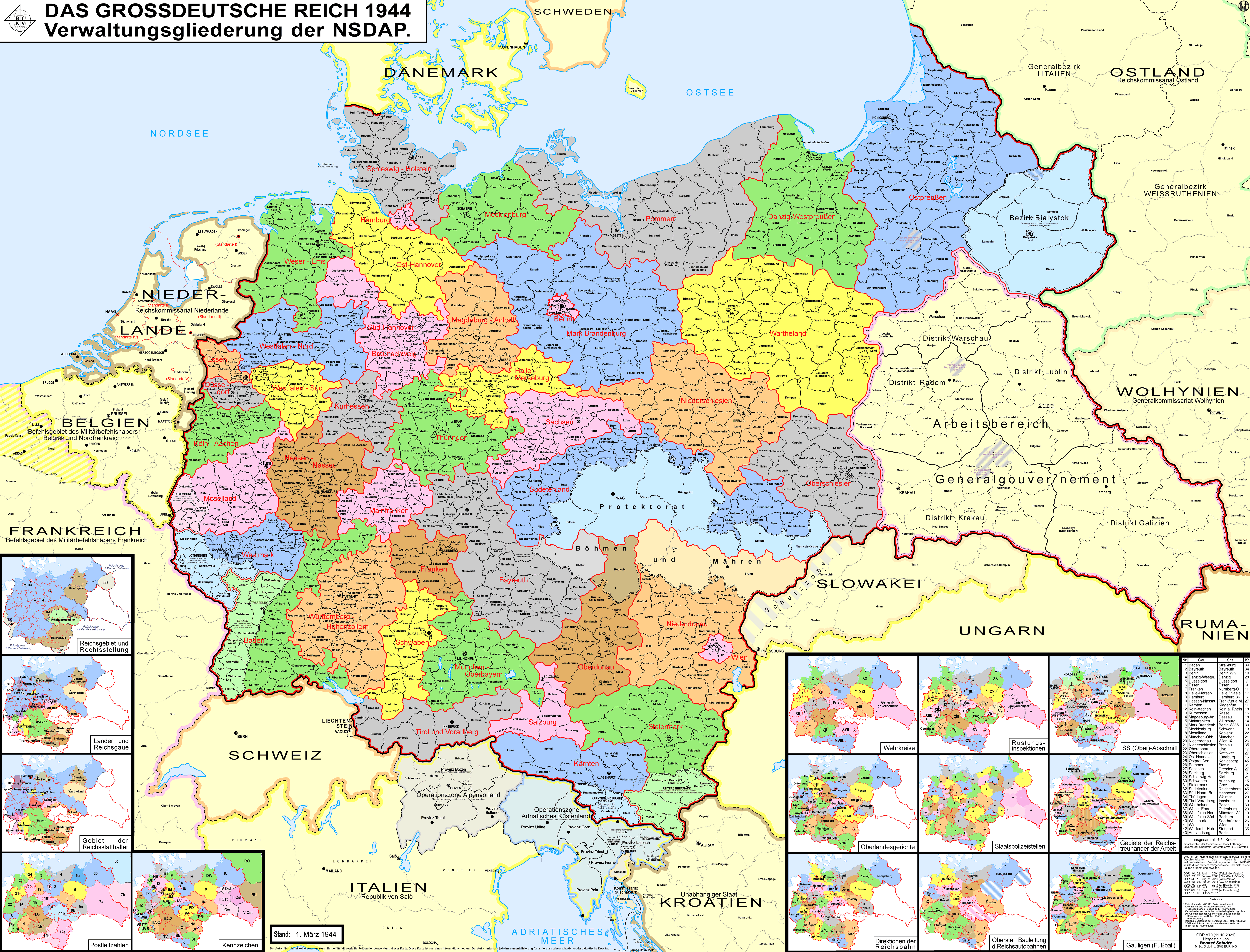
Les unitats administratives del NSDAP el 1944.

Als efectes de la centralització en el procés del Gleichschaltung es va establir una estructura rígidament jeràrquica a imatge del partit nazi, que més tard va portar a través de tota Alemanya per tal de consolidar el poder total de Hitler (Führerstaat). Les regions van ser subdividides en una sèrie de Gaue (singular: Gau) dirigides per un Gauleiter, que rebien les seves ordres directament de Hitler. El nom (originalment el terme fou utilitzat per les sub-regions del Sacre Imperi Romà a càrrec d'un Gaugraf). El terme és aproximadament equivalent a la comarca.
El Gaue i Reichsgau (estat o província) se subdivideix en Kreise (districtes) a càrrec d'un Kreisleiter, que al seu torn se subdivideixen en Zellen (cèl·lules) i Blocker (blocs), encapçalats per un Zellenleiter i Blockleiter respectivament.

## Símbols del partit

La Parteiadler representant el partit

La Reichsadler, durant el període nazi en el poder (1933-1945) emblema nacional d'alemanya

- Banderes nazis: El partit nazi va utilitzar una esvàstica com a símbol i els colors vermell i negre, es diu que al·legòricament a Blut und Boden ("sang i terra"). Una altra definició de la bandera descriu els colors que representen la ideologia del nacionalsocialisme, l'esvàstica en representació de la raça ària de l'agenda nacionalista del moviment, el blanc representava la puresa racial ària, i el vermell en representació de la proposta "socialista" del moviment. Negre, blanc i vermell van ser de fet els colors de l'antiga Confederació Alemanya del Nord bandera (Impulsada per Otto von Bismarck, amb base en el negre com a color de Prusia i el blanc i el vermell utilitzat pels estats del nord d'alemanya). El 1871, amb la fundació del Reich alemany, la bandera de la Confederació Alemanya del Nord es va convertir en el Reichsflagge alemany ("bandera del Reich"). Negre, blanc i vermell es van convertir en els colors dels nacionalistes a través dels anys i els esdeveniments (per exemple, la Primera Guerra Mundial i la República de Weimar).

- Àguila Alemanya: El partit nazi va utilitzar la tradicional àguila alemanya, dreta damunt d'una esvàstica dins d'una garlanda de fulles de roure. També és coneguda com l'Àguila de Ferro. Quan l'àguila està mirant a la seva espatlla esquerra, simbolitza el partit nazi, i va ser anomenat com Parteiadler. Per contra, quan l'àguila està mirant la seva espatlla dreta, simbolitza el país (Reich), i va ser anomenat com Reichsadler. Després que el partit nazi va arribar al poder a Alemanya, va obligar a la substitució de la versió tradicional de l'àguila alemanya amb el símbol del partit modificat en tot el país i totes les seves institucions.

## Desnazificació
Després del Desembarcament de Normandia de les forces aliades i la invasió del territori del Reich nazi va quedar sota domini dels quatre vencedors. A la proclama « N° 1» al poble alemany de maig de 1945, el General Dwight D. Eisenhower, comandant en cap de les Forces Expedicionarias Aliades, d'obrir un judici contra els membres responsables de crims de guerra que més tard van definir-se com a crims contra la humanitat. La llei número 1 del 20 setembre 1945 va abolir vint-i-sis lleis del dret nazi: com la llei sobre la unitat indissociable del partit i de l'estat, la llei sobre policia secreta (Gestapo), o i totes les lleis antijueus com la sobre la protecció de la sang i de l'honor alemany (1935). La llei número 2 del 10 d'octubre va prohibir l'NSDAP, les SS, en total 62 organitzacions vinculades al partit. Així mateix proclamava Els alemanys va ser classificat en cinc categories: culpables principals (criminals de guerra), culpables (activistes, militaristes, persones que van obtenir advantatges del règim destituït), culpables menors, seguaços i oportunistes i finalment innocents. Com a innocents van considerar-se de tots aquells que haguessin renunciat a qualsevol dels seus càrrecs o afiliació abans de l'1 de setembre de 1939.
Durant els judicis de Nuremberg, la difusió de les idees o dels símbols nacionalsocialistes van ser penalitzades. La inculpació va basar-se principalment en:
- L'àmplia participació dels seus militants en els actes de violència de la nit dels vidres trencats, 9 i 10 de novembre de 1938, quan milers de botigues i empreses jueus van ser saquejades i cremades.
- La participació del partit a la Conferència de Wannsee, on es va decidir solució final per exterminar tots els jueus i la participació del partit a l'execució de les decisions
- La contractació forçada de treballadors en els territoris conquerits pel partit i les seves agències.
- La persecució de manera sistemàtica de la població civil non grata
- Participació i suport de les SS a la massacre de la nit dels ganivets llargs el 30 de juny de 1934

Als tres primers grups de culpables va ser prohibit exercir qualsevol càrrec públic a la nova república federal alemanya. La desnazificació va ser incompleta i menys vehement des dels anys 1950. Molts quadres van amagar el seu passat nacionalsocialista i continuar com a jutge, professor, diputat al parlament nacional i regional, fins i tot President d'Alemanya, l'ex SA i SS Karl Carstens (1979-1984). Un estudi recent revela, per exemple, que el 1960 un terç dels diputats del parlament regional de Hessen tenien un passat nacionalsocialista. Cap jutge nomenat sota el nazisme va ser acomiadat, el que explica les condamnacions suaus o l'alliberament. Ja el 1961 hi va haver crides per una nova desnazificació. Després d'un escàndol 149 jutges van haver de demetre el 1961, tot i conservar la seva pensió completa.